# Kishida Toshiko
Pour les articles homonymes, voir Kishida.
Kishida Toshiko est un nom japonais traditionnel ; le nom de famille (ou le nom d'école), Kishida, précède donc le prénom (ou le nom d'artiste).
Kishida Toshiko (岸田 俊子) (14 janvier 1863[réf. nécessaire] – 25 mai 1901), appelée par la suite Nakajima Toshiko (中島 俊子), est une calligraphe et enseignante. Elle est surtout connue comme l'une des pionnières du féminisme au Japon. Elle a écrit sous le pseudonyme de Shōen (湘煙).

## Biographie
Kishida Toshiko est issue d'un milieu de commerçants aisés. Elle est une fine calligraphe, et enseigne cet art au palais impérial de 1880 à 1882. 
Sa rencontre des membres du Mouvement pour la liberté et les droits du peuple (Jiyū minken undō) est déterminante pour son engagement. Elle se lance dans le combat pour l'amélioration de la situation des femmes et parcourt le Japon pour animer des réunions et prononcer des discours sur l’égalité entre hommes et femmes. À vingt ans, elle écrit le Chemin des femmes, son premier texte féministe qui critique l'institution de la famille japonaise.  En 1883, après un de ses discours, elle est arrêtée et détenue durant un mois, puis condamnée à une amende. 
Elle se marie en 1884, avec Nobuyuki Nakajima, alors vice-président du Parti de la liberté, puis diplomate en Italie. Elle écrit dans Jogaku zasshi, le premier périodique pour femmes créé en 1885 et enseigne, d'abord chez elle, puis dans un cours pour jeunes filles, Ferris, fondé par la mission de l’Église réformée américaine. 
Son journal intime est publié à titre posthume, sous le titre Shōen nikki (« Le journal de Shōen »).